# Al-Duhail Sports Club
L'Al-Duhail Sports Club è una società calcistica qatariota con sede a Doha. Milita nella Qatar Stars League, la massima serie del campionato qatariota di calcio.

## Storia
Il club fu fondato con il nome di Al-Shorta Doha e nel 2009 fu ridenominato Lekhwiya Sports Club. Ha il più grande budget in Qatar, in quanto è di proprietà dell'erede al trono qatariota. Dopo il cambio di denominazione la squadra fu inserita nella Seconda Divisione. Si piazzò quarta in campionato alla sua prima stagione, per poi vincere ed essere promossa in massima serie nella stagione 2009-2010. Nella prima stagione del club nella Qatar Stars League, il neopromosso Lekhwiya vinse a sorpresa il titolo, il primo nella storia del club, nel 2010-2011. Raggiunse anche la finale della Coppa dello Sceicco Jassem, persa contro l'Al-Arabi. Il debutto ufficiale in una competizione continentale avvenne il 7 marzo 2012 nella AFC Champions League. La squadra vinse la sua prima partita contro i sauditi dell'Al-Ahli, con un gol di Nam Tae-Hee.
Al termine della Qatar Stars League 2011-2012 il Lekhwiya rivinse il titolo, con due giornate di anticipo. La stagione successiva si concluse con il secondo posto in classifica, che permise al club di partecipare alla AFC Champions League per il terzo anno di fila, e con la vittoria della Coppa del Principe della Corona del Qatar. Nella stagione 2013-2014 la squadra si aggiudicò il suo terzo titolo nazionale con due giornate d'anticipo. Nell'aprile 2017 il Lekhwiya Sports Club cambiò denominazione in Al-Duhail Sports Club in seguito ad una fusione con l'Al-Jaish Sport Club. Alla fine della stagione 2017-2018 è divenuto il primo club qatariota ad aggiudicarsi nello stesso anno 3 trofei nazionali: campionato, Coppa del Qatar e Coppa dell'Emiro del Qatar. Nel 2019 viene messa in bacheca un'altra Coppa dell'Emiro del Qatar, mentre arriva una sconfitta nella finale stagionale della Coppa del Qatar.
Il titolo viene rivinto nel 2019-2020. Questo successo consente all'Al-Duhail di partecipare, nel febbraio 2021, alla Coppa del mondo per club FIFA 2020, in qualità di campione del Qatar, il paese ospitante la manifestazione. Dopo aver battuto, al primo turno, per 3-0 a tavolino l'Auckland City, compagine ritiratasi dalla competizione, viene eliminato al secondo turno per mano degli egiziani dell'Al-Ahly, perdendo per 0-1. Vince poi per 3-1 l'incontro successivo contro i sudcoreani dell'Ulsan HD, ottenendo il quinto posto nel torneo.

## Strutture

### Stadio
La squadra ha giocato fino al 2013 allo Stadio Qatar SC, che può ospitare fino a 18 000 spettatori. Il 15 febbraio 2013 la società ha inaugurato il nuovo impianto, lo Stadio Abdullah bin Khalifa, noto in precedenza come Stadio Lekhwiya, la cui costruzione è iniziata nel 2011 e dopo soli due anni di lavoro è stata completata. L'impianto, situato nella zona ISF di Doha, può ospitare fino a 10 000 spettatori. Il primo match ufficiale giocato nello stadio è stato quello valido per la Qatar Stars League 2012-2013 contro l'Al-Khor.

## Palmarès

### Competizioni nazionali
- Campionato qatariota: 8

2010-2011, 2011-2012, 2013-2014, 2014-2015, 2016-2017, 2017-2018, 2019-2020, 2022-2023
- Campionato qatariota di seconda divisione: 1

2009-2010
- Coppa di Qatar: 4

2013, 2015, 2018, 2023
- Coppa dello Sceicco Jassem: 2

2015, 2016
- Coppa dell'Emiro del Qatar: 4

2016, 2018, 2019, 2022
- Coppa delle Stelle del Qatar: 1

2023

### Altri piazzamenti
- Campionato qatariota:

Secondo posto: 2012-2013, 2018-2019, 2020-2021, 2021-2022, 2024-2025
- Coppa del Qatar:

Finalista: 2014, 2016, 2019, 2021, 2024
- AFC Champions League:

Semifinalista: 2022

## Allenatori
- Khalifa Khamis (2008) (non ufficiale)[8]
- Abdullah Saad (2008–2009) (non ufficiale)
- Abdullah Mubarak (2009-2010)
- Djamel Belmadi (2010-2012)
- Eric Gerets (2012-2014)
- Michael Laudrup (2014-2015)
- Djamel Belmadi (2015-2018)
- Nabil Maâloul (2018-2019)
- Rui Faria (2019-2020)
- Walid Regragui (2020)
- Sabri Lamouchi (2020-2021)
- Luis Castro (2021-2022)
- Hernan Jorge Crespo (2022-2023)
- Christophe Galtier (2023-2025)
- Djamel Belmadi (2025-in carica)

## Rosa 2024-2025
| N. |                    | Ruolo | Calciatore         |
| -- | ------------------ | ----- | ------------------ |
| 1  | Qatar (bandiera)   | P     | Salah Zakaria      |
| 2  | Brasile (bandiera) | D     | Tuta               |
| 3  | Brasile (bandiera) | D     | Lucas Veríssimo    |
| 4  | Qatar (bandiera)   | D     | Mohamed Emad Aiash |
| 5  | Qatar (bandiera)   | D     | Bassam Al-Rawi     |
| 7  | Qatar (bandiera)   | C     | Ismaeel Mohammad   |
| 8  | Qatar (bandiera)   | C     | Edmílson Junior    |
| 9  | Polonia (bandiera) | A     | Krzysztof Piątek   |
| 10 | Spagna (bandiera)  | C     | Luis Alberto       |
| 11 | Qatar (bandiera)   | A     | Almoez Ali         |
| 12 | Qatar (bandiera)   | C     | Karim Boudiaf      |
| 14 | Kenya (bandiera)   | A     | Michael Olunga     |
| 16 | Senegal (bandiera) | D     | Youssouf Sabaly    |

| N. |                      | Ruolo | Calciatore          |
| -- | -------------------- | ----- | ------------------- |
| 18 | Qatar (bandiera)     | D     | Sultan Al Brake     |
| 19 | Francia (bandiera)   | C     | Benjamin Bourigeaud |
| 20 | Qatar (bandiera)     | C     | Abdullah Al-Ahrak   |
| 22 | Italia (bandiera)    | C     | Ibrahima Bamba      |
| 23 | Qatar (bandiera)     | C     | Ahmed El Sayed      |
| 24 | Qatar (bandiera)     | D     | Homam Ahmed         |
| 25 | Qatar (bandiera)     | D     | Saleh Saeed Halabi  |
| 27 | Francia (bandiera)   | C     | Ibrahima Diallo     |
| 29 | Qatar (bandiera)     | A     | Rashid Al-Abdulla   |
| 30 | Argentina (bandiera) | P     | Bautista Burke      |
| 77 | Qatar (bandiera)     | D     | Ghanem Al-Minhali   |
| 96 | Qatar (bandiera)     | P     | Amir Hassan         |